# Scheiber Sámuel
Scheiber Sámuel Henrik (Dunaújváros, 1834. október 25. – Budapest, 1906. május 6.) magyar orvos, ideggyógyász, tanár, antropológus.

## Életpályája
1859-ben a Bécsi Egyetem Orvostudományi Karán szerzett orvosdoktori oklevelet. 1862-től Jászvásáron kezdte meg pályafutását. 1864–1873 között Bukarestben anatómus- és sebészprofesszor volt. Ezután a bukaresti Orvosi és Gyógyszerészeti Akadémián a kórbonctan előadója volt. 1875–1882 között Székesfehérváron idegorvosként praktizált. 1876-ban a Budapesten megrendezett VIII. Nemzetközi Antropológiai és Ősrégészeti Kongresszuson előadást tartott. 1882–1906 között Budapesten működött.

### Munkássága
Érdeklődése hamar az antropológia felé irányult. Bukarestben kórbonctani múzeumot létesített, és antropológiai gyűjteményt alapított. Az anatómia és a kórbonctan mellett Magyarországon elsőként foglalkozott kraniológiával és koponyatannal. Hazánkban elsőként javasolta antropológiai társaság és tanszék, valamint embertani múzeum létesítését. Az embertani múzeumhoz első lépésként felajánlotta 20 koponyából álló gyűjteményét. Fontosnak tartotta az emberi koponyák és medencék és a régészeti mellékletek rendszeres gyűjtését. Olyan intézkedéseket tanácsolt, amelyeket csak az újabb múzeumi törvények valósítottak meg. Javasolta, hogy az építkezéseket hagyják abba, ha régészeti tárgyakat vagy emberi csontokat találnak a földmunkák során, és azt a Vallás- és Közoktatási Minisztériumnak jelentsék. Az illetékesek egy szakértő bizottságot küldjenek ki a helyszínre, amely megvizsgálja a lelőhelyet, és a leleteket átküldi az embertani múzeumnak. Indítványát – Lenhossék József kritikája miatt – nem valósították meg, pedig szívesen lett volna az akkor még Európában is egyedülálló antropológiai tanszék professzora. Lemérte Fejér, Győr, Veszprém, Tolna és Pest vármegye területéről 77 579 újonc testméreteit, amelyek alapján a finn-ugor antropológiai rokonságot vizsgálta.

## Családja
Szülei Scheiber Ferenc fakereskedő és Leichtner Mária voltak. Felesége Tittinger Honóra volt. Négy lányuk született: Berta, Zsófia/Serafin, Mariska és Gizella.

## Művei
- A kettős torzszülés boncztana (Értekezések a természettudományok köréből II. 7. 1870)
- Eine anthropologische Studie aus Ungarn (Wiener Mediz. Presse, 1876)
- Récherches sur la tattle moyenne des hommes en Hongrie (Congr. Intern. d'Anthrop. et d'Arch. Prehist., Budapest, 1877)
- Untersuchungen über den mittleren Wuchs der Menschen in Ungarn (Archiv für Anthropologie, XIII., 1881. 3.)
- A villamos áram hatásáról és az elektrotherápiával elérhető eredményekről (Klinikai Füzetek, VII. 3. 1897)
- Az emlékező tehetség rendellenességeiről (Gyógyászat, 1898)